# Gerd Fleischer
Gerd Fleischer (* 13. Juni 1927 in Freital; † 12. Januar 2018 in Magdeburg) war ein deutscher Maschinenbauingenieur und Hochschullehrer.

## Leben
Gerd Fleischer wurde zunächst zum Technischen Zeichner ausgebildet. Nach Erlangung der Hochschulreife studierte er ab 1947 Maschinenbau an der Technischen Hochschule (TH) Dresden und beendete sein Studium 1953 mit dem Erhalt des Diploms. Danach arbeitete er als wissenschaftlicher Assistent am Institut für Maschinenkunde an der TH Dresden. 1961 wurde er promoviert. Nebenamtlich hatte Fleischer von 1959 bis 1962 im Zentralinstitut für Lagertechnik in Leipzig den Aufbau und die Leitung der Abteilung Gleitlager und Schmierungstechnik übernommen. An der Hochschule für Schwermaschinenbau in Magdeburg, der späteren Technischen Universität Otto-von-Guericke Magdeburg, übernahm er als kommissarischer Direktor die Leitung des Instituts für Maschinenelemente und Schmierungstechnik. Nach seiner Promotion wurde Fleischer zum Professor für Maschinenelemente und Schmierungstechnik ernannt. Er habilitierte sich 1965 und wurde 1969 zum Professor für Konstruktions- und Tribotechnik umberufen. Ab 1970 war er für die Koordination der wissenschaftlichen Grundlagenforschung im Bereich der Tribologie an den Hochschulen der DDR zuständig. 1992 ging er in den Ruhestand. Er war für die Begründung und Entwicklung der energetischen Reibungs- und Verschleißtheorie verantwortlich.
Gerd Fleischer war Beiratsmitglied der Gesellschaft für Tribologie (GfT). Er gehörte auch dem Verein Deutscher Ingenieure (VDI) an und war im VDI-Bezirksverein Magdeburg aktiv. Er starb im Januar 2018 im Alter von 90 Jahren.

## Ehrungen und Auszeichnungen
- 1989: Tribology Gold Medal
- 1994: Georg-Vogelpohl-Ehrenzeichen der GfT
- 1997: Gruson-Ehrenplakette des VDI-Bezirksvereins Magdeburg[1]

## Schriften (Auswahl)
- Beitrag zur experimentellen Untersuchung des Schmierstoffeinflusses auf die Ausbildung des stick-slip-Phänomens. Dissertationsschrift. Dresden 1961.
- Hydrodynamisch geschmierte Gleitlager, Tragfähigkeit und Schmierstoffbedarf. Deutscher Verlag für Grundstoffindustrie, Leipzig 1967 (zusammen mit Otto Bodenstein und Heinz Thum).
- Verschleiß und Zuverlässigkeit. Verlag Technik, Berlin 1980 (zusammen mit Horst Gröger und Heinz Thum).